# Pellistor
Un pelistor o pellistor (del inglés pellistor, de pelletized resistor) es un sensor que detecta el aumento de la temperatura en su superficie cuando ocurre la combustión catalítica del gas circundante por un calefactor que tiene integrado. Sirve para detectar gases que puedan resultar peligrosos. Se caracterizan por ser sensibles a una gran variedad de gases y vapores inflamables, pero es bastante impreciso y poco fiable para medir metano. Consiste en dos muelles finos de platino incrustados en una masa cerámica (por ejemplo, alúmina) conectados a un puente de Wheatstone.
Para su correcto funcionamiento es requisito imprescindible que exista oxígeno y que éste sea medido.